# Zlatý lev
Zlatý lev (italsky: Leone d'Oro) je název hlavní ceny předávané na Filmovém festivalu v Benátkách. Ocenění bylo představeno v roce 1949 a patří k nejprestižnějším evropským filmovým cenám. V letech 1947 a 1948 byly vítězné filmy oceněny Velkou mezinárodní cenou Benátek (italsky: Gran Premio Internazionale di Venezia).

## Velká mezinárodní cena Benátek
- 1947  Siréna (Karel Steklý)
- 1948  Hamlet (Laurence Olivier)

## Zlatý lev
- 1949  Manon (Henri-Georges Clouzot)
- 1950  Justice est faite (André Cayatte)
- 1951  RašómonRašómon (Akira Kurosawa)
- 1952  Zakázané hry (René Clément)

v roce 1953 nebyla cena udělena
- 1954  Romeo a Julie (Renato Castellani)
- 1955  Slovo (Carl Theodor Dreyer)

v roce 1956 nebyla cena udělena
- 1957  NezdolnýNezdolný (Satjádžit Ráj)
- 1958  Muhomatsu no issho (Hiroši Inagaki)
- 1959  Generál della Rovere (Roberto Rossellini) a  Velká válka (Mario Monicelli)
- 1960  Le passage du Rhin (André Cayatte)
- 1961  Loni v Marienbadu (Alain Resnais)
- 1962  Rodinná kronika (Valerio Zurlini) a  Ivanovo dětství (Andrej Tarkovskij)
- 1963  Ruce nad městem (Francesco Rosi)
- 1964  Červená pustina (Michelangelo Antonioni)
- 1965  Hvězdy Velkého vozu (Luchino Visconti)
- 1966 / Bitva o Alžír (Gillo Pontecorvo)
- 1967  Kráska dne (Luis Buñuel)
- 1968  Artisté pod kopulí cirkusu (Alexander Kluge)

v letech 1969–1979 nebyla cena udělena
- 1980  Atlantic City (Louis Malle) a  Gloria (John Cassavetes)
- 1981  Olověná doba (Margarethe von Trotta)
- 1982  Stav věcí (Wim Wenders)
- 1983  Křestní jméno Carmen (Jean-Luc Godard)
- 1984  Rok klidného slunce (Krzysztof Zanussi)
- 1985  Bez střechy a bez zákona (Agnès Varda)
- 1986  Zelený paprsek (Eric Rohmer)
- 1987  Na shledanou, chlapci (Louis Malle)
- 1988  La Leggenda del santo bevitore (Ermanno Olmi)
- 1989  Město smutku (Chou Siao-sien)
- 1990  Rosencrantz a Guildenstern jsou mrtvi (Tom Stoppard)
- 1991  Urga (Nikita Michalkov)
- 1992  Qiu Ju da guan si (Čang I-mou)
- 1993  ProstřihyProstřihy (Robert Altman) a / Tři barvy: Modrá (Krzysztof Kieślowski)
- 1994  Ať žije láska! (Cchaj Ming-liang) a  Před deštěm (Milčo Mančevski)
- 1995  Xich lo (Tran Anh Hung)
- 1996  Michael Collins (Neil Jordan)
- 1997  Ohňostroj (Takeši Kitano)
- 1998  Usměj se na mě (Gianni Amelio)
- 1999  Nikdo nesmí chybět (Čang I-mou)
- 2000  Kruh (Džafar Panahí)
- 2001  Bouřlivá svatba (Mira Nair)
- 2002  Padlé ženy (Peter Mullan)
- 2003  Návrat (Andrej Zvjagincev)
- 2004  Vera Drake - Žena dvou tváří (Mike Leigh)
- 2005 / Zkrocená hora (Ang Lee)
- 2006 / Zátiší (Jia Zhangke)
- 2007 / Touha, opatrnost (Ang Lee)
- 2008  Wrestler (Darren Aronofsky)
- 2009  Libanon (Samuel Ma'oz)
- 2010  Odnikud někam (Sofia Coppola)
- 2011  Faust (Alexandr Sokurov)
- 2012  Pieta (Kim Ki-duk)
- 2013  Sacro GRA (Gianfranco Rosi)
- 2014  En duva satt på en gren och funderade på tillvaron (Roy Andersson)
- 2015  Desde allá (Lorenzo Vigas)
- 2016  Žena, která odešla (Lav Diaz)
- 2017  Tvář vody (Guillermo del Toro)
- 2018  Roma (Alfonso Cuarón)
- 2019  Joker (Todd Phillips)
- 2020  Země nomádů (Chloé Zhaová)[1]
- 2021  Událost (Audrey Diwanová)[2]
- 2022  Všechna ta krása a zabíjení (Laura Poitras)
- 2023 // Poor Things (Jorgos Lanthimos)

## Zlatý lev za přínos světové kimatografii
- 1970 Orson Welles
- 1971 Ingmar Bergman, Marcel Carné a John Ford
- 1972 Charles Chaplin, Anatali Golovnia a Billy Wilder
- 1982 Alessandro Blasetti, Luis Buñuel, Frank Capra, George Cukor, Jean-Luc Godard, Sergei Jutkevic, Alexander Kluge, Akira Kurosawa, Michael Powell, Satjádžit Ráj, King Vidor a Cesare Zavattini
- 1983 Michelangelo Antonioni
- 1985 Manoel de Oliveira, John Huston a Federico Fellini
- 1986 Paolo Taviani a Vittorio Taviani
- 1987 Luigi Comencini a Joseph L. Mankiewicz
- 1988 Joris Ivens
- 1989 Robert Bresson
- 1990 Marcello Mastroianni a Miklós Jancsó
- 1991 Mario Monicelli a Gian Maria Volonté
- 1992 Jeanne Moreau, Francis Ford Coppola a Paolo Villaggio
- 1993 Steven Spielberg, Robert De Niro, Roman Polański a Claudia Cardinalová
- 1994 Al Pacino, Suso Cecchi d'Amicho a Ken Loach
- 1995 Woody Allen, Monica Vittiová, Martin Scorsese, Alberto Sordi, Ennio Morricone, Giuseppe de Santis, Goffredo Lombardo a Alain Resnais
- 1996 Robert Altman, Vittorio Gassman, Dustin Hoffman a Michèle Morganová
- 1997 Gérard Depardieu, Stanley Kubrick a Alida Valliová
- 1998 Warren Beatty, Sophia Lorenová a Andrzej Wajda
- 1999 Jerry Lewis
- 2000 Clint Eastwood a Éric Rohmer
- 2002 Dino Risi
- 2003 Dino De Laurentiis a Omar Sharif
- 2004 Stanley Donen a Manoel de Oliveira
- 2005 Hajao Mijazaki, Stefania Sandrelliová a Isabelle Huppertová
- 2006 David Lynch
- 2007 Bernardo Bertolucci a Tim Burton
- 2008 Ermanno Olmi
- 2009 John Lasseter
- 2010 John Woo
- 2011 Marco Bellocchio
- 2012 Francesco Rosi
- 2013 William Friedkin
- 2014 Thelma Schoonmaker a Frederick Wiseman
- 2015 Bertrand Tavernier
- 2016 Jean-Paul Belmondo[3] a Jerzy Skolimowski
- 2017 Jane Fondová a Robert Redford
- 2018 Vanessa Redgraveová a David Cronenberg
- 2019 Julie Andrewsová a Pedro Almodóvar
- 2020 Ann Hui a Tilda Swintonová[4]
- 2021 Roberto Benigni a Jamie Lee Curtis
- 2022 Catherine Deneuve a Paul Schrader
- 2023 Liliana Cavani a Tony Leung Chiu-wai